# Sukcinat dehidrogenaza (ubihinon)
Sukcinat dehidrogenaza (ubihinon) (EC 1.3.5.1, sukcinatna dehidrogenaza, kompleks II, menahinol: fumaratna oksidoreduktaza, fumaratno reduktazni kompleks, sukcinatno dehidrogenazni kompleks) je enzim sa sistematskim imenom sukcinat:ubihinon oksidoreduktaza. Ovaj enzim katalizuje sledeću hemijsku reakciju
sukcinat + ubihinon {\displaystyle \rightleftharpoons } fumarat + ubihinol
Ovaj enzim je flavoprotein (FAD), koji sadrži gvožđe-sumporne centre. Kompleks koji je prisutan u mitohondriji se može degradirati da formira EC 1.3.99.1, sukcinatnu dehidrogenazu.

## Literatura
- Hatefi, Y., Ragan, C.I. and Galante, Y.M. (1985). „The enzymes and the enzyme complexes of the mitochondrial oxidative phosphorylation system”.  Ур.: Martonosi, A. The Enzymes of Biological Membranes. 4 (2nd изд.). New York: Plenum Press. стр. 1—70.
- Nicholas C. Price; Lewis Stevens (1999). Fundamentals of Enzymology: The Cell and Molecular Biology of Catalytic Proteins (Third изд.). USA: Oxford University Press. ISBN 019850229X.
- Eric J. Toone (2006). Advances in Enzymology and Related Areas of Molecular Biology, Protein Evolution (Volume 75 изд.). Wiley-Interscience. ISBN 0471205036.
- Branden C; Tooze J. Introduction to Protein Structure. New York, NY: Garland Publishing. ISBN 0-8153-2305-0.
- Irwin H. Segel. Enzyme Kinetics: Behavior and Analysis of Rapid Equilibrium and Steady-State Enzyme Systems (Book 44 изд.). Wiley Classics Library. ISBN 0471303097.

## Spoljašnje veze
- Succinate+dehydrogenase на 